# 이은우 (1881년)
이은우(李恩雨, 1881년 음력 4월 3일 ~ 1942년 12월 30일)는 일제강점기의 경상남도 지역 유지이며 조선총독부 중추원 참의를 지냈다.

## 생애
경남 하동군 출신이다. 1909년 도쿄의 주오 대학 경제과를 졸업한 일본 유학파였다. 일본에서 최린과 함께 대한학생회를 조직하는 등 사회활동에 참여한 바 있다. 졸업 후 대한제국의 관직에 올랐으며, 한일 병합 조약 체결 후에는 이왕직에서 근무하고 보성전문학교 강사로도 활동했다.
이후 고향 하동에 돌아와 남일물산주식회사 사장 등을 지내며 자본가로 성장했다. 1920년 제1회 민선 도평의원에 당선된 이래 계속해서 3회 당선되었고, 1930년부터는 관선 도의회원을 역임했다. 경남도농회 특별의원, 하동군농회 부회장, 하동면장 등도 지내며 지역 내의 영향력 있는 유지로 부상했다.
지역 경제계에서는 하동수리조합장, 하동산업조합장, 하동금융조합장 등을 역임하였고, 1938년 하동읍 승격에도 공헌하였다는 평가가 있다. 이 무렵 최린이 결성한 천도교 신파의 시중회에서도 평의원을 맡았다. 경남 도평의원이던 1935년에 조선총독부가 편찬한 《조선공로자명감》에 조선인 공로자 353명 중 한 명으로 수록되어 있다.
1938년에 중추원 참의로 임명되었다. 참의가 되면서 사회교화시설 중 특히 강조 실시가 필요하다고 인정되는 사항을 강화할 방책을 강구해야 한다고 주장했다. 태평양 전쟁 중인 1941년에는 흥아보국단에 참가한데 이어 조선임전보국단의 발기인 및 경남 위원으로 선출되었다.
2002년 발표된 친일파 708인 명단과 2008년 민족문제연구소가 정리한 친일인명사전 수록예정자 명단의 중추원 부문에 수록되었으며 2009년 친일반민족행위진상규명위원회가 발표한 친일반민족행위 705인 명단에도 포함되었다.

## 가족
- 부친: 이종구
- 동생: 이진우, 이훈우
- 부인: 손만세[4]
- 아들: 이상경[5]

## 같이 보기
- 조선총독부 중추원
- 시중회
- 조선임전보국단

## 참고자료
- 이은우(李恩雨) - 국사편찬위원회
- 전갑생 (2003년 8월 15일). “오직 황국신민의 길만 찾아나선 '친일파들'”. 오마이뉴스. 2008년 4월 20일에 확인함.